# A Dal 2023
La dodicesima edizione di A Dal si è svolta dall'11 marzo al 29 aprile 2023 presso lo Studio 1 di MTVA a Budapest, in Ungheria e ha selezionato il brano vincitore del Petőfi Music Award alla Miglior canzone.
I vincitori sono stati i Titán con Éjféli járat.

## Organizzazione
Come accade dal 2020, l'ente ungherese Médiaszolgáltatás-támogató és Vagyonkezelő Alap (MTVA) ha deciso di utilizzare il formato A Dal non per il suo tradizionale scopo di selezionare il rappresentante nazionale per l'Eurovision Song Contest, a cui non prende parte dal 2019, ma per promuovere la scena musicale pop ungherese. I candidanti hanno avuto la possibilità di presentare i propri brani entro il 22 gennaio 2023.
Come è accaduto nelle edizioni precedenti, l'ente ha annunciato che al brano vincitore sarebbe stato assegnato il premio alla Canzone dell'anno dei Petőfi Music Award. È stato inoltre riconfermato sul canale Duna TV lo show A Dal kulissza, dove vengono proposte varie scene dal backstage del programma.

### Sistema di voto
Ad ogni quarto di finale la giuria, composta da quattro membri, e il televoto selezionano i cinque artisti che accedono alle semifinali. Nelle semifinali invece giuria e televoto promuovono gli otto finalisti che accederanno alla serata finale.
Nella serata finale i giurati, al termine delle esibizioni, assegnano 4, 6, 8 e 10 punti ad ogni canzone, decretando i primi quattro classificati che avanzeranno al secondo round, nel quale il pubblico, tramite SMS, app ufficiale e sito dell'evento, proclamerà il vincitore.

### Giuria
La giuria per A Dal 2023 è composta da:
- Péter Egri, cantante;
- György Ferenczi, cantante e musicista;
- Kati Wolf, cantante e rappresentante dell'Ungheria all'Eurovision Song Contest 2011;
- Misi Mező, cantante e musicista.

## Partecipanti
La lista dei 40 partecipanti è stata annunciata tra il 7 ed il 10 febbraio 2023.
| Artista                     | Brano                     | Autori |
| --------------------------- | ------------------------- | --- |
| 1AM, Dénes Pál & Bogi Nagy  | Eljátszottam              | Jenő Bartalos, Zoli Vékony, János Kosztyu                                                                                    |
| András Szekeres             | Az ősz                    | András Szekeres, Attila Barbaró, Erik Tempfli                                                                                |
| Áron Kovács                 | Lennél                    | |
| Artúr Berki                 | Végtelen harc             | |
| Azorka                      | Tavasz, tél               | Dorottya Lackfi, Máté Iványi, Máté Kasó, Péter Perger, Péter Rostás                                                          |
| Bernadett                   | Anya bújj mellém          | Bernadett Boda |
| Bori Fekete                 | Ördöglakat                | Mássalhangzók, Bori Fekete, József Vida, István Gáti                                                                         |
| Carmen feat. Dani Torres    | Félig árva                | Carmen Magdalene Jolis, Dániel Torres                                                                                        |
| Dániel Szebényi             | Vigasztaló                | Dániel Kálmán Szebényi, Mátyás Szepesi                                                                                       |
| Dávid Szirtes               | Az igazi történeted       | Máté Gábor Czinke, Dávid Szirtes                                                                                             |
| Dos Diavolos                | Nem tanulunk semmiből     | |
| Elishaz                     | A világok haragja         | Erzsébetek |
| Escape My Shadows           | Emlékezni rád             | Escape My Shadows, Dominik Monori                                                                                            |
| Everflash                   | Édenkert                  | Roland Bihal, Gergely Módos, Márton Bencze, Balázs Pásztóy, Rókus Varga                                                      |
| From the Sky                | Antarktika                | Szabolcs Tari |
| Gellért Schultz feat. Tá.Dé | Paraván                   | Máté Czinke, Gellért Schultz                                                                                                 |
| Gergő Szekér                | Hol jársz?                | Gergő Szekér |
| HolyChicks                  | Víz alatt levegő          | Krisztina Lahucsky, Éva Hunyadkürti, Fanni Seprényi, Vivien Tiszai                                                           |
| Iván Kamarás                | Polinéz sanzon            | |
| Jazztelen                   | Kaja meg szex             | Jazztelen |
| Kíra Bihary                 | Tiszavirág                | Kíra Bihary, Tamás Kontor |
| Lily                        | Visszatáncoltál           | Arnold Vígh, Bernadett Hasenfracz                                                                                            |
| LongStoryShort!             | Ez vagyok én              | György Marschall, Bence Szűcs, Péter Perger, Péter Rostás, Balázs Mucsi, Marcell Oláh                                        |
| Marcell                     | Felhők közt               | Gergely Paukovics, Péter Harsányi, Márton Veress, Gábor Ambrus, Marcell Oláh, Pál Barnabás Kovács                            |
| Márkó Gábor                 | Nem rólunk szól           | Márkó Gábor |
| Mirror                      | Hív még                   | Gergő Szapek, Ferenc Juhász, Sándor Nagy, János Szilva, Olivér Miguel Acosta, Krisztián Kovács                               |
| Miviana                     | Égni kell                 | Péter Kiss, Vivien Minya |
| Mocskonyi Dörgő             | Most is ott a parton      | Mocskonyi Dörgő |
| Oliver From Earth           | Utoljára látni nehéz      | Olivér Patocska |
| Panka & Kristóf             | Nincsen semmi boldogságom | Janka Zsuzsanna Végh, Kristóf Törőcsik                                                                                       |
| Potatopach                  | Színes film               | Zoltán Dandó, Gábor Duba |
| Quack                       | Akkor is                  | Álmos Norbert Lőrincz, Róbert Dániel Asztalos, Egon Erhardt Barta, Máté Vendl, Sára Erdei, Bence István Daróczi, Ákos Németh |
| Roy Galeri                  | Boldog vagy               | Dávid Barabás, Ádám Fésűs, Áron Kiss, Rajmund Kohánszky                                                                      |
| Szilvi Pádár                | Súlytalan                 | Szilvia Pádár, Gábor Ladányi                                                                                                 |
| The Anahit                  | Bírom még                 | Rita Csányi, Soma Sashegyi, György Havasi-Hollanda, Dániel Kocsis                                                            |
| The Sharonz                 | Dilemma                   | Bálint Almási |
| The Sign                    | Fejest ugrottam           | Máté Gábor Czinke |
| Tibor Kocsis                | Szükség van rád           | Tibor Kocsis, Arnold Vígh |
| Titán                       | Éjféli járat              | Előd Szabó |
| Zsuzsa Varga                | Te beszéled a nyelvemet   | Zsuzsa Varga |

## Quarti di finale

### Primo quarto
Il primo quarto di finale si è tenuto l'11 marzo 2023 e vi hanno preso parte i primi 10 partecipanti.

Ad accedere alle semifinali sono stati Zsuzsa Varga, Oliver From Earth, Dániel Szebényi, gli Escape My Shadows e Áron Kovács.
     Qualificato dalla giuria
     Qualificato dal televoto
| #  | Artista           | Brano                   | Punteggio | Punteggio   | Punteggio | Punteggio | Punteggio |
| #  | Artista           | Brano                   | P. Egri   | G. Ferenczi | M. Mező   | K. Wolf   | Totale    |
| -- | ----------------- | ----------------------- | --------- | ----------- | --------- | --------- | --------- |
| 1  | Dávid Szirtes     | Az igazi történeted     | 7         | 8           | 7         | 7         | 29        |
| 2  | HolyChicks        | Víz alatt levegő        | 7         | 7           | 7         | 7         | 28        |
| 3  | Zsuzsa Varga      | Te beszéled a nyelvemet | 9         | 8           | 8         | 8         | 33        |
| 4  | Mirror            | Hív még                 | 6         | 7           | 6         | 6         | 25        |
| 5  | Oliver From Earth | Utoljára látni nehéz    | 8         | 8           | 8         | 9         | 33        |
| 6  | Dániel Szebényi   | Vigasztaló              | 8         | 9           | 8         | 8         | 33        |
| 7  | The Anahit        | Bírom még               | 9         | 7           | 8         | 8         | 32        |
| 8  | Escape My Shadows | Emlékezni rád           | 8         | 8           | 8         | 7         | 31        |
| 9  | Azorka            | Tavasz, tél             | 8         | 8           | 8         | 8         | 32        |
| 10 | Áron Kovács       | Lennél                  | 9         | 8           | 8         | 9         | 34        |

### Secondo quarto
Il secondo quarto di finale si è tenuto il 18 marzo 2023 e vi hanno preso parte altri 10 partecipanti.
Ad accedere alle semifinali sono stati Roy Galeri, András Szekeres, i Quack, Szilvi Pádár e gli Everflash.
     Qualificato dalla giuria
     Qualificato dal televoto
| #  | Artista                    | Brano             | Punteggio | Punteggio   | Punteggio | Punteggio | Punteggio |
| #  | Artista                    | Brano             | P. Egri   | G. Ferenczi | M. Mező   | K. Wolf   | Totale    |
| -- | -------------------------- | ----------------- | --------- | ----------- | --------- | --------- | --------- |
| 1  | Roy Galeri                 | Boldog vagy       | 9         | 9           | 9         | 9         | 36        |
| 2  | András Szekeres            | Az ősz            | 9         | 8           | 9         | 10        | 36        |
| 3  | 1AM, Dénes Pál & Bogi Nagy | Eljátszottam      | 8         | 7           | 7         | 8         | 30        |
| 4  | Bernadett                  | Anya bújj mellém  | 7         | 8           | 8         | 7         | 30        |
| 5  | Quack                      | Akkor is          | 9         | 8           | 7         | 9         | 33        |
| 6  | Elishaz                    | A világok haragja | 8         | 8           | 8         | 8         | 32        |
| 7  | Carmen feat. Dani Torres   | Félig árva        | 7         | 8           | 8         | 8         | 31        |
| 8  | Márkó Gábor                | Nem rólunk szól   | 8         | 8           | 7         | 7         | 30        |
| 9  | Szilvi Pádár               | Súlytalan         | 9         | 9           | 9         | 7         | 34        |
| 10 | Everflash                  | Édenkert          | 8         | 8           | 8         | 8         | 32        |

### Terzo quarto
Il terzo quarto di finale si è tenuto il 25 marzo 2023 e vi hanno preso parte altri 10 partecipanti.
Ad accedere alle semifinali sono stati Iván Kamarás, Panka & Kristóf, i From the Sky, Miviana e i Jazztelen.
     Qualificato dalla giuria
     Qualificato dal televoto
| #  | Artista                     | Brano                     | Punteggio | Punteggio   | Punteggio | Punteggio | Punteggio |
| #  | Artista                     | Brano                     | P. Egri   | G. Ferenczi | M. Mező   | K. Wolf   | Totale    |
| -- | --------------------------- | ------------------------- | --------- | ----------- | --------- | --------- | --------- |
| 1  | Gergő Szekér                | Hol jársz?                | 8         | 8           | 7         | 8         | 31        |
| 2  | Kíra Bihary                 | Tiszavirág                | 8         | 8           | 8         | 9         | 33        |
| 3  | Marcell                     | Felhők közt               | 7         | 7           | 6         | 7         | 27        |
| 4  | Gellért Schultz feat. Tá.Dé | Paraván                   | 8         | 7           | 7         | 7         | 29        |
| 5  | The Sharonz                 | Dilemma                   | 8         | 8           | 8         | 6         | 30        |
| 6  | Iván Kamarás                | Polinéz sanzon            | 10        | 8           | 8         | 8         | 34        |
| 7  | Panka & Kristóf             | Nincsen semmi boldogságom | 9         | 10          | 10        | 10        | 39        |
| 8  | From the Sky                | Antarktika                | 8         | 9           | 7         | 7         | 31        |
| 9  | Miviana                     | Égni kell                 | 9         | 9           | 9         | 8         | 35        |
| 10 | Jazztelen                   | Kaja meg szex             | 9         | 10          | 8         | 9         | 36        |

### Quarto quarto
L'ultimo quarto di finale si è tenuto il 1º aprile 2023 e vi hanno preso parte gli ultimi 10 partecipanti.
Ad accedere alle semifinali sono stati i Potatopach, Artúr Berki, i Titán, Mocskonyi Dörgő e Tibor Kocsis.
     Qualificato dalla giuria
     Qualificato dal televoto
| #  | Artista         | Brano                 | Punteggio | Punteggio   | Punteggio | Punteggio | Punteggio |
| #  | Artista         | Brano                 | P. Egri   | G. Ferenczi | M. Mező   | K. Wolf   | Totale    |
| -- | --------------- | --------------------- | --------- | ----------- | --------- | --------- | --------- |
| 1  | Dos Diavolos    | Nem tanulunk semmiből | 10        | 8           | 8         | 8         | 34        |
| 2  | The Sign        | Fejest ugrottam       | 8         | 8           | 9         | 8         | 33        |
| 3  | Lily            | Visszatáncoltál       | 7         | 7           | 7         | 8         | 29        |
| 4  | Potatopach      | Színes film           | 9         | 10          | 8         | 9         | 36        |
| 5  | Artúr Berki     | Végtelen harc         | 9         | 9           | 9         | 8         | 35        |
| 6  | Titán           | Éjféli járat          | 8         | 8           | 9         | 8         | 35        |
| 7  | Bori Fekete     | Ördöglakat            | 7         | 8           | 7         | 7         | 29        |
| 8  | LongStoryShort! | Ez vagyok én          | 9         | 8           | 7         | 8         | 32        |
| 9  | Mocskonyi Dörgő | Most is ott a parton  | 8         | 8           | 8         | 7         | 31        |
| 10 | Tibor Kocsis    | Szükség van rád       | 10        | 9           | 9         | 10        | 38        |

## Semifinali

### Prima semifinale
La prima semifinale si è tenuta il 15 aprile 2023 e vi hanno preso parte i primi 10 artisti qualificati dai quarti.

Ad accedere alla finale stati Panka & Kristóf, András Szekeres, i Quack e i Titán.
     Qualificato dalla giuria
     Qualificato dal televoto
| #  | Artista           | Brano                     | Punteggio | Punteggio   | Punteggio | Punteggio | Punteggio |
| #  | Artista           | Brano                     | P. Egri   | G. Ferenczi | M. Mező   | K. Wolf   | Totale    |
| -- | ----------------- | ------------------------- | --------- | ----------- | --------- | --------- | --------- |
| 1  | Iván Kamarás      | Polinéz sanzon            | 10        | 8           | 8         | 8         | 34        |
| 2  | Tibor Kocsis      | Szükség van rád           | 10        | 8           | 8         | 10        | 36        |
| 3  | Szilvi Pádár      | Súlytalan                 | 9         | 10          | 9         | 7         | 35        |
| 4  | From the Sky      | Antarktika                | 8         | 8           | 7         | 7         | 30        |
| 5  | Panka & Kristóf   | Nincsen semmi boldogságom | 8         | 10          | 10        | 10        | 38        |
| 6  | Oliver From Earth | Utoljára látni nehéz      | 8         | 8           | 8         | 9         | 33        |
| 7  | András Szekeres   | Az ősz                    | 10        | 9           | 10        | 10        | 39        |
| 8  | Quack             | Akkor is                  | 10        | 9           | 8         | 9         | 36        |
| 9  | Miviana           | Égni kell                 | 9         | 9           | 9         | 9         | 36        |
| 10 | Titán             | Éjféli járat              | 10        | 10          | 10        | 8         | 38        |

### Seconda semifinale
La seconda semifinale si è tenuta il 22 aprile 2023 e vi hanno preso parte gli ultimi 10 artisti qualificati dai quarti.

Ad accedere alla finale stati Mocskonyi Dörgő, gli Everflash, Dániel Szebényi e Roy Galeri.
     Qualificato dalla giuria
     Qualificato dal televoto
| #  | Artista           | Brano                   | Punteggio | Punteggio   | Punteggio | Punteggio | Punteggio |
| #  | Artista           | Brano                   | P. Egri   | G. Ferenczi | M. Mező   | K. Wolf   | Totale    |
| -- | ----------------- | ----------------------- | --------- | ----------- | --------- | --------- | --------- |
| 1  | Jazztelen         | Kaja meg szex           | 9         | 10          | 8         | 9         | 36        |
| 2  | Áron Kovács       | Lennél                  | 9         | 9           | 9         | 9         | 36        |
| 3  | Escape My Shadows | Emlékezni rád           | 9         | 8           | 9         | 8         | 34        |
| 4  | Mocskonyi Dörgő   | Most is ott a parton    | 9         | 8           | 8         | 7         | 32        |
| 5  | Potatopach        | Színes film             | 8         | 8           | 9         | 9         | 34        |
| 6  | Zsuzsa Varga      | Te beszéled a nyelvemet | 9         | 9           | 9         | 9         | 36        |
| 7  | Artúr Berki       | Végtelen harc           | 9         | 9           | 9         | 9         | 36        |
| 8  | Everflash         | Édenkert                | 9         | 10          | 9         | 9         | 37        |
| 9  | Dániel Szebényi   | Vigasztaló              | 10        | 10          | 9         | 9         | 38        |
| 10 | Roy Galeri        | Boldog vagy             | 10        | 9           | 9         | 9         | 37        |

## Finale
La finale si è tenuta il 29 aprile 2023 e ha visto competere gli 8 artisti qualificati dalle semifinali.
Il primo round di voti, assegnati unicamente dalla giuria, ha promosso per il secondo round 4 artisti finalisti. Nel secondo round, che ha previsto solo l'utilizzo del televoto, ha decretato il vincitore del festival.
- Top 4
- Vincitore

| # | Artista         | Brano                     | Punteggio | Punteggio   | Punteggio | Punteggio | Punteggio |
| # | Artista         | Brano                     | P. Egri   | G. Ferenczi | M. Mező   | K. Wolf   | Totale    |
| - | --------------- | ------------------------- | --------- | ----------- | --------- | --------- | --------- |
| 1 | Quack           | Akkor is                  | 4         | 4           | –         | 4         | 12        |
| 2 | Panka & Kristóf | Nincsen semmi boldogságom | –         | 10          | 10        | 10        | 30        |
| 3 | Everflash       | Édenkert                  | –         | –           | –         | –         | 0         |
| 4 | András Szekeres | Az ősz                    | 8         | –           | 8         | 8         | 24        |
| 5 | Dániel Szebényi | Vigasztaló                | 6         | 6           | 4         | 6         | 22        |
| 6 | Roy Galeri      | Boldog vagy               | –         | –           | –         | –         | 0         |
| 7 | Mocskonyi Dörgő | Most is ott a parton      | –         | –           | –         | –         | 0         |
| 8 | Titán           | Éjféli járat              | 10        | 8           | 6         | –         | 24        |

## Ascolti
| Puntata          | Messa in onda  | Telespettatori | Share | Note  |
| ---------------- | -------------- | -------------- | ----- | ----- |
| Quarti di finale | 11 marzo 2023  | 269 000        | 6,50% | [ 2 ] |
| Quarti di finale | 18 marzo 2023  | 275 000        | 6,90% | [ 3 ] |
| Quarti di finale | 25 marzo 2023  | 208 000        | 5,30% | [ 4 ] |
| Quarti di finale | 1º aprile 2023 | 214 000        | 5,20% | [ 5 ] |
| Semifinali       | 15 aprile 2023 | 191 000        | 4,90% | [ 6 ] |
| Semifinali       | 22 aprile 2023 | 176 000        | 5,60% | [ 7 ] |
| Finale           | 29 aprile 2023 | 164 000        | 5,30% | [ 8 ] |
| Media            | Media          | 214 000        | 5,70% |       |